# Diocesi di Leptis Magna

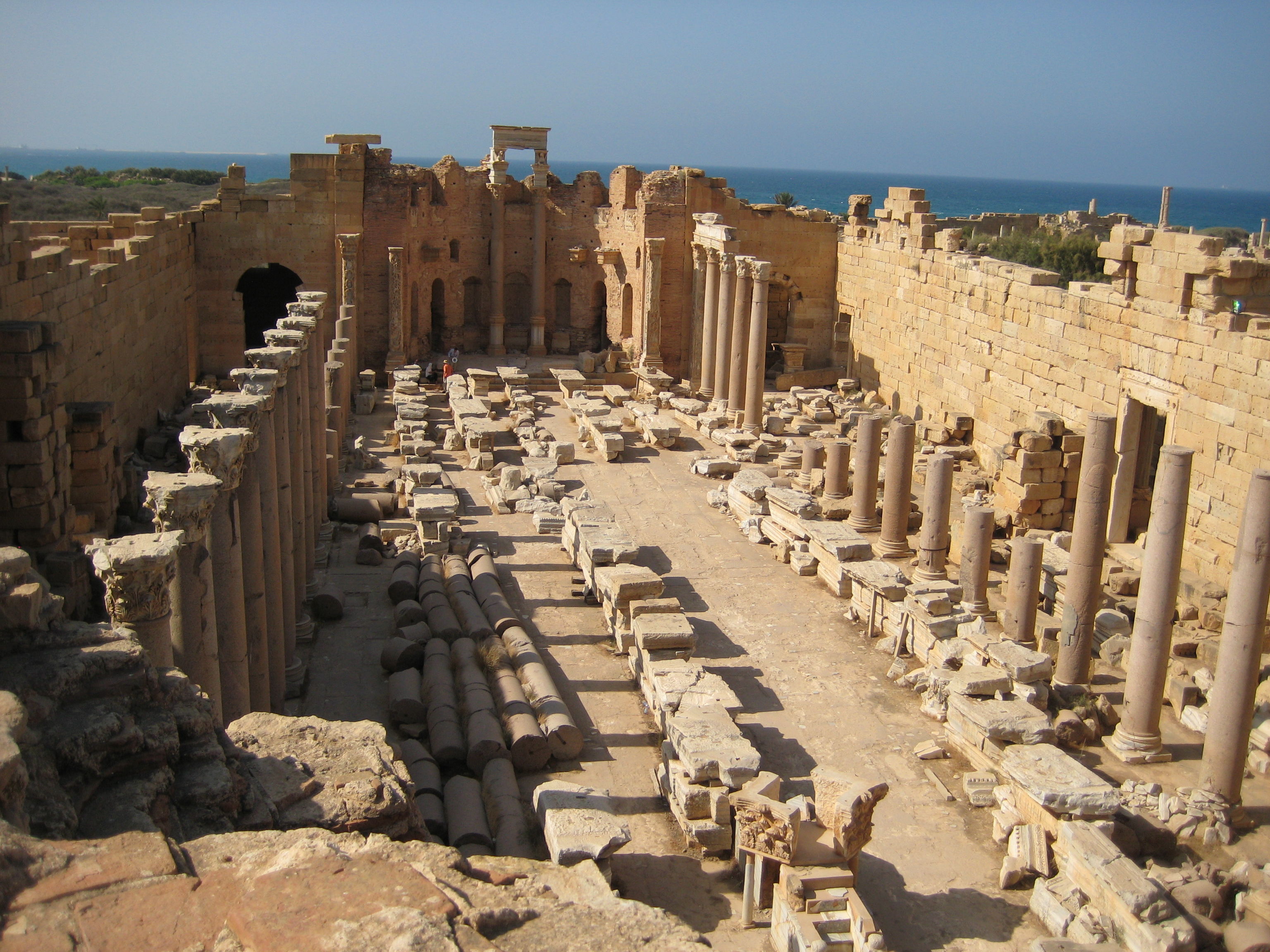
La basilica severiana trasformata nel V secolo in edificio di culto cristiano.

La diocesi di Leptis Magna (in latino Dioecesis Leptimagnensis) è una sede soppressa e sede titolare della Chiesa cattolica.

## Storia
Leptis Magna, le cui rovine si trovano presso Lebda nell'odierna Libia, è un'antica sede episcopale della provincia romana della Tripolitania.
Secondo la testimonianza di Procopio di Cesarea (De aedificiis), l'imperatore Giustiniano I fece costruire a Leptis cinque nuove chiese, di cui la principale dedicata alla Madre di Dio. Il sito archeologico ha portato alla luce due basiliche cristiane a tre navate, entrambe con battistero.
Cinque sono i vescovi documentati di Leptis Magna. Archeo, contemporaneo di papa Vittore I, scrisse un trattato sulla Pasqua, di cui resta solo un frammento, con il titolo: Archaei qui post discipulos Domini, episcopus fuit Leptitanae urbis in Africa. Durante il concilio di Cartagine convocato il 1º settembre 256 da san Cipriano per discutere della questione relativa alla validità del battesimo amministrato dagli eretici, Natale di Oea rappresentò anche il vescovo Dioga di Leptis Magna, che era assente alla riunione. Vittorino partecipò al concilio di Cabarsussi, tenuto nel 393 dai massimianisti, setta dissidente dei Donatisti, e ne firmò gli atti. Il donatista Salviano intervenne alla conferenza di Cartagine del 411, che vide riuniti assieme i vescovi cattolici e donatisti dell'Africa romana; in quell'occasione la sede non aveva vescovi cattolici. Ultimo vescovo conosciuto di questa diocesi africana è Calipide, il cui nome appare al 1º posto nella lista dei vescovi della Tripolitania convocati a Cartagine dal re vandalo Unerico nel 484; Calipide, come tutti gli altri vescovi cattolici africani, fu condannato all'esilio.
Dal XX secolo Leptis Magna è annoverata tra le sedi vescovili titolari della Chiesa cattolica; dal 10 novembre 1998 l'arcivescovo, titolo personale, titolare è Thomas Yeh Sheng-nan, già nunzio apostolico in Algeria e in Tunisia.

## Cronotassi

### Vescovi
- Archeo † (fine II secolo)
- Dioga † (menzionato nel 256)
- Vittorino † (menzionato nel 393)
  - Salviano † (menzionato nel 411) (vescovo donatista)
- Calipide † (menzionato nel 484)

### Vescovi titolari
- Ludovico Antomelli, O.F.M. † (23 febbraio 1913 - 10 marzo 1919 nominato vescovo di Bagnoregio)
- Monalduzio Leopardi † (26 maggio 1922 - 20 dicembre 1926 nominato vescovo di Osimo e Cingoli)
- Jean Delay † (10 agosto 1928 - 14 agosto 1937 nominato vescovo di Marsiglia)
- Alfonso Ferrandina † (13 aprile 1938 - 15 febbraio 1955 deceduto)
- Hermann Josef Schäufele † (11 aprile 1955 - 14 giugno 1958 confermato arcivescovo di Friburgo in Brisgovia)
- Wilhelm Pluta † (4 luglio 1958 - 28 giugno 1972 nominato vescovo di Gorzów)
- John Buckley (16 marzo 1984 - 19 dicembre 1997 nominato vescovo di Cork e Ross)
- Thomas Yeh Sheng-nan, dal 10 novembre 1998